# Gannat
Gannat település Franciaországban, Allier megyében. Lakosainak száma 5684 fő (2022. január 1.). Gannat Bègues, Charmes, Ébreuil, Mazerier, Monteignet-sur-l’Andelot, Poëzat, Saint-Priest-d’Andelot, Saulzet, Champs és Saint-Genès-du-Retz községekkel határos.

## Fekvése
Vichytől nyugatra, Jenzattól délre fekvő település.

## Története

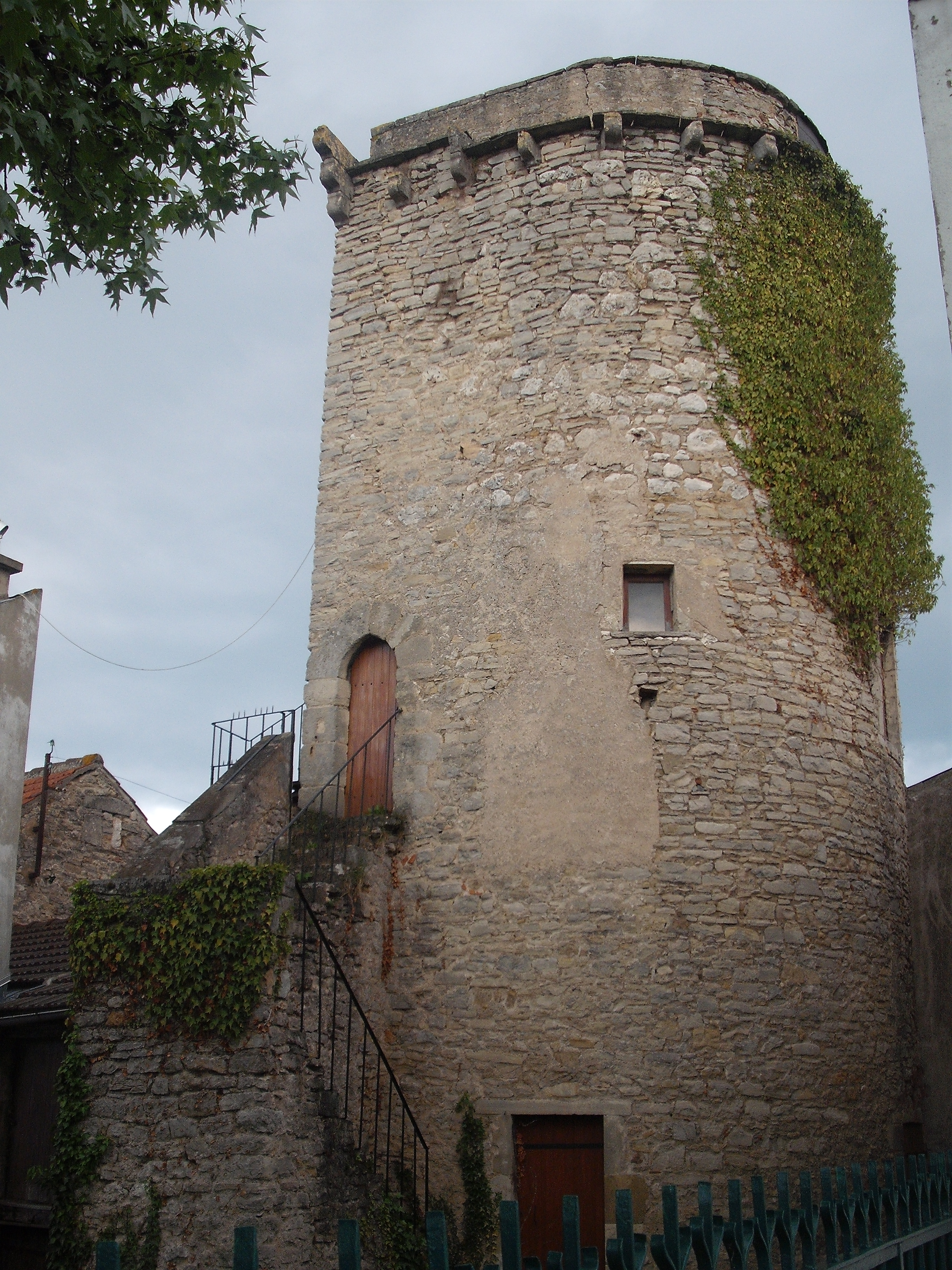

A 6000 körüli lakosú Gannat városkának magas tornyoktól szegélyezett régi vára van, mely romosan emelkedik a város fölé. A városfalak maradványai között máig megőrződött néhány szép 15.-16. századból való háza is.

## Galéria

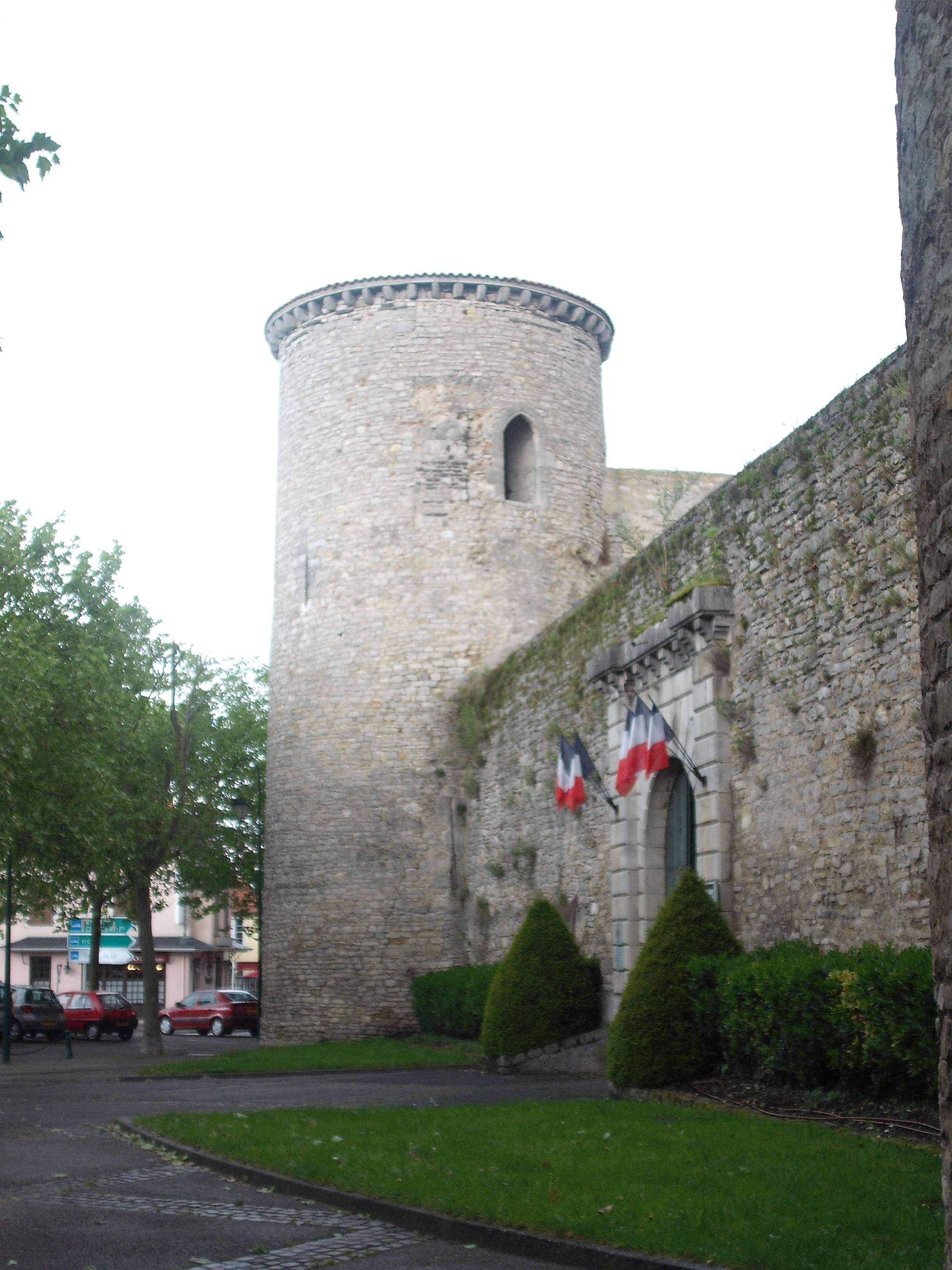
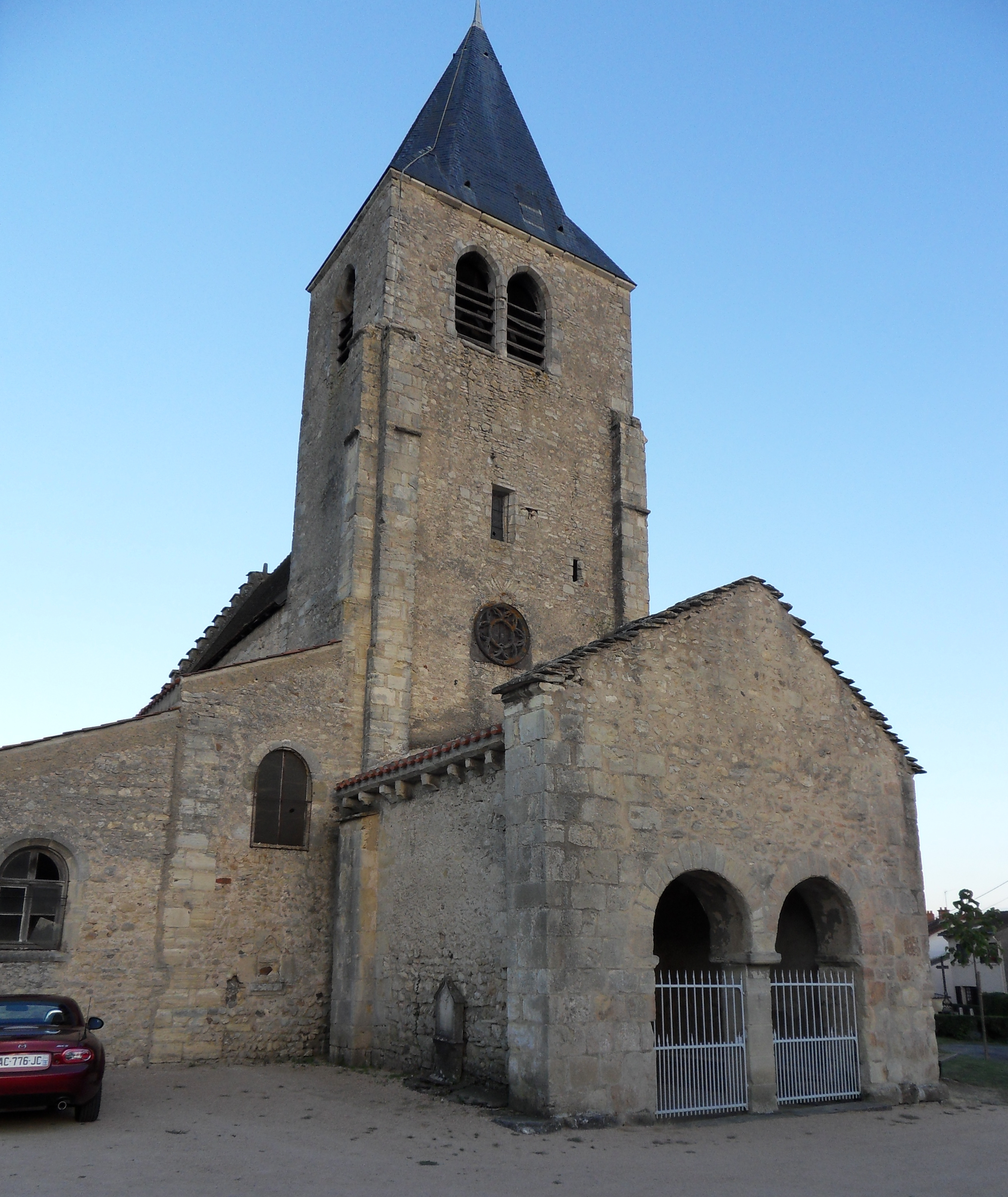
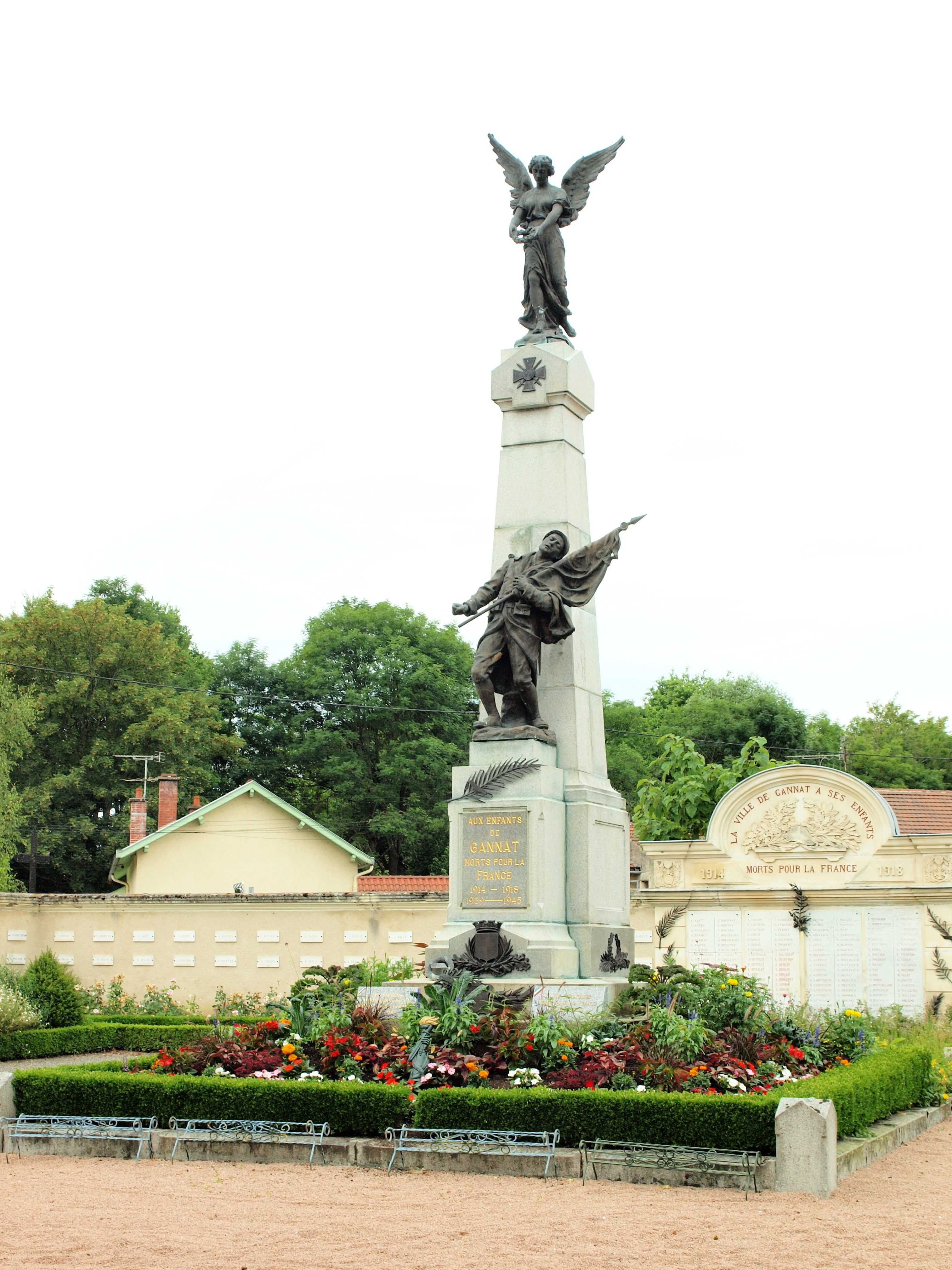
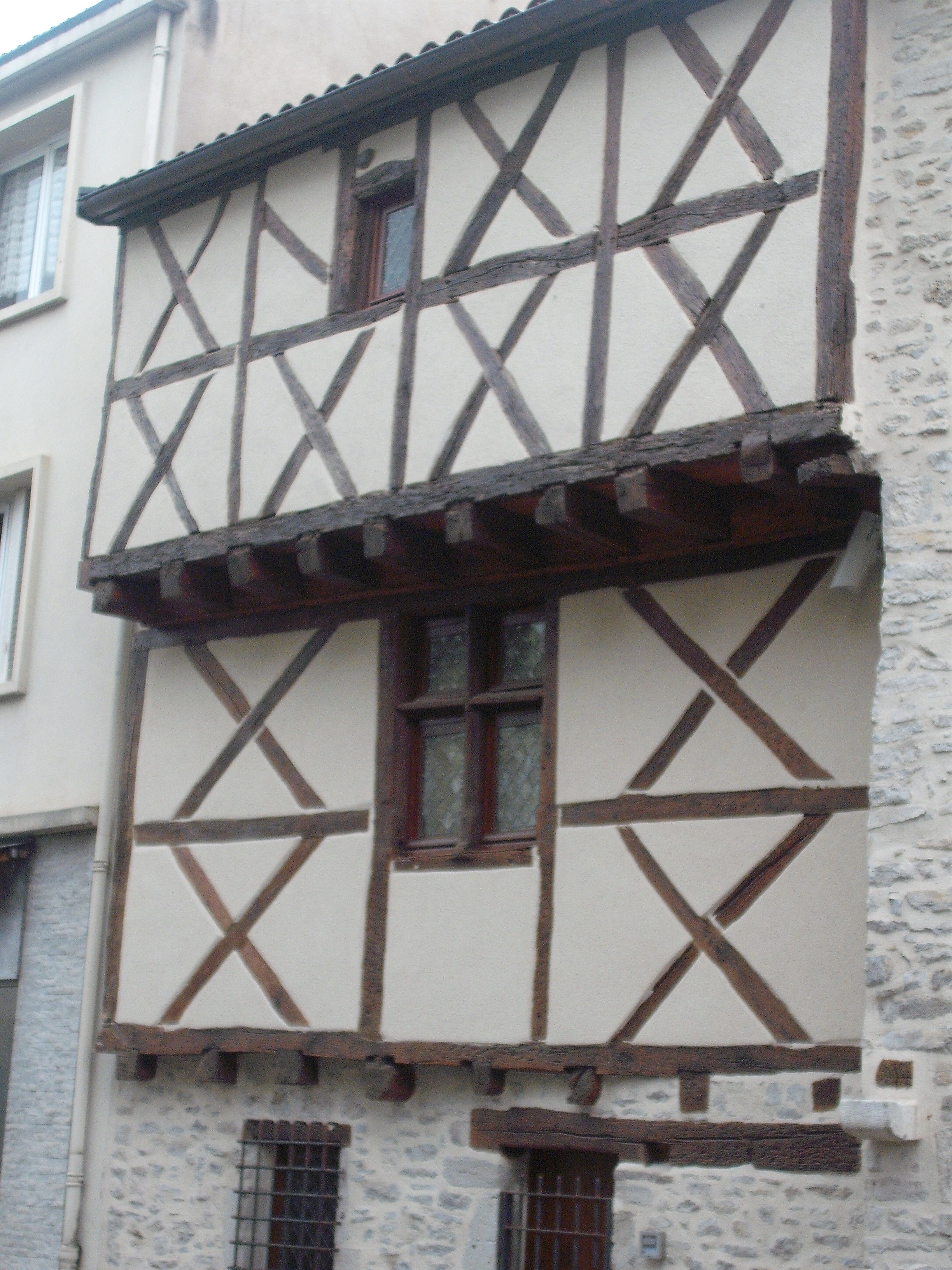
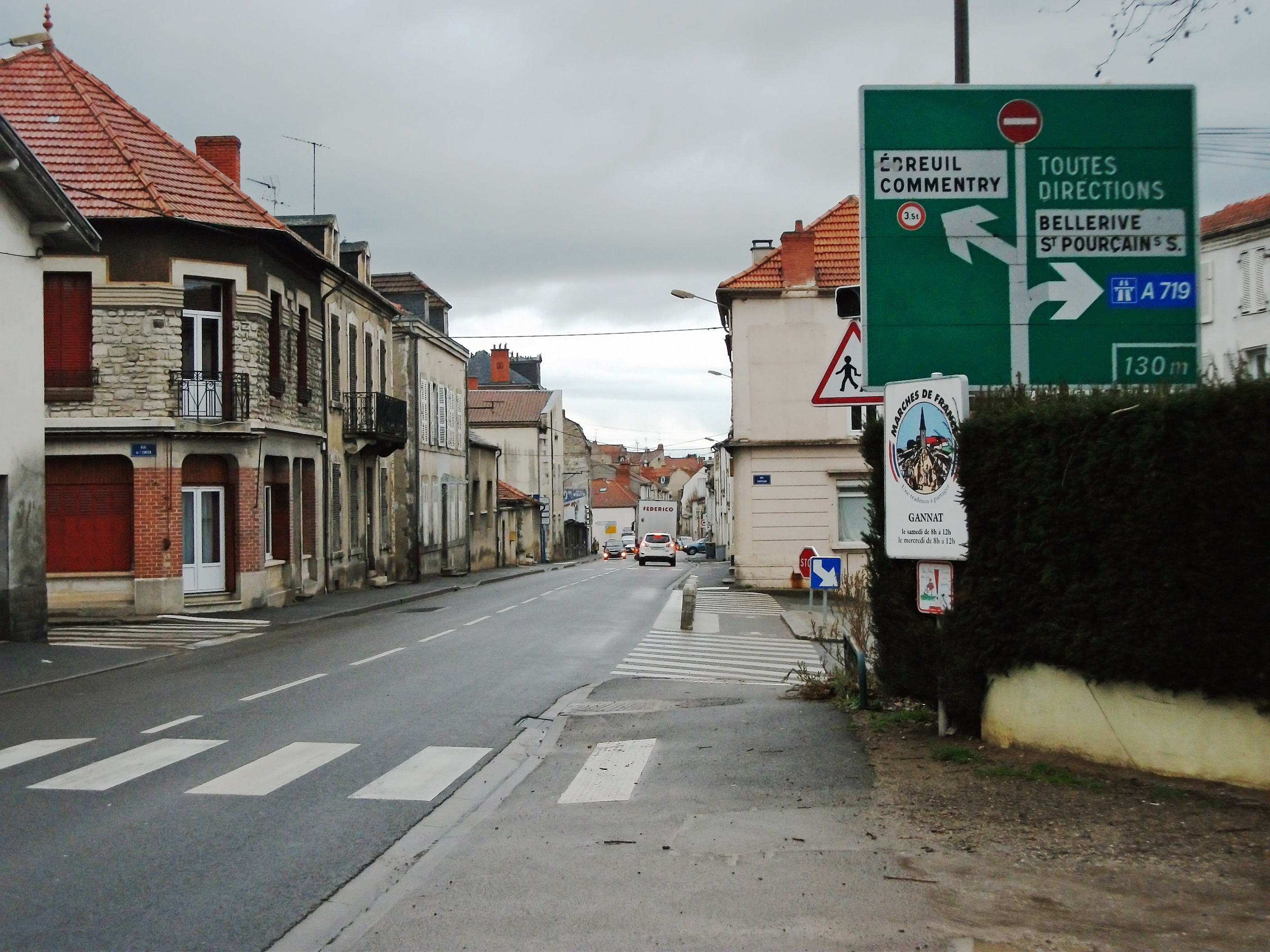
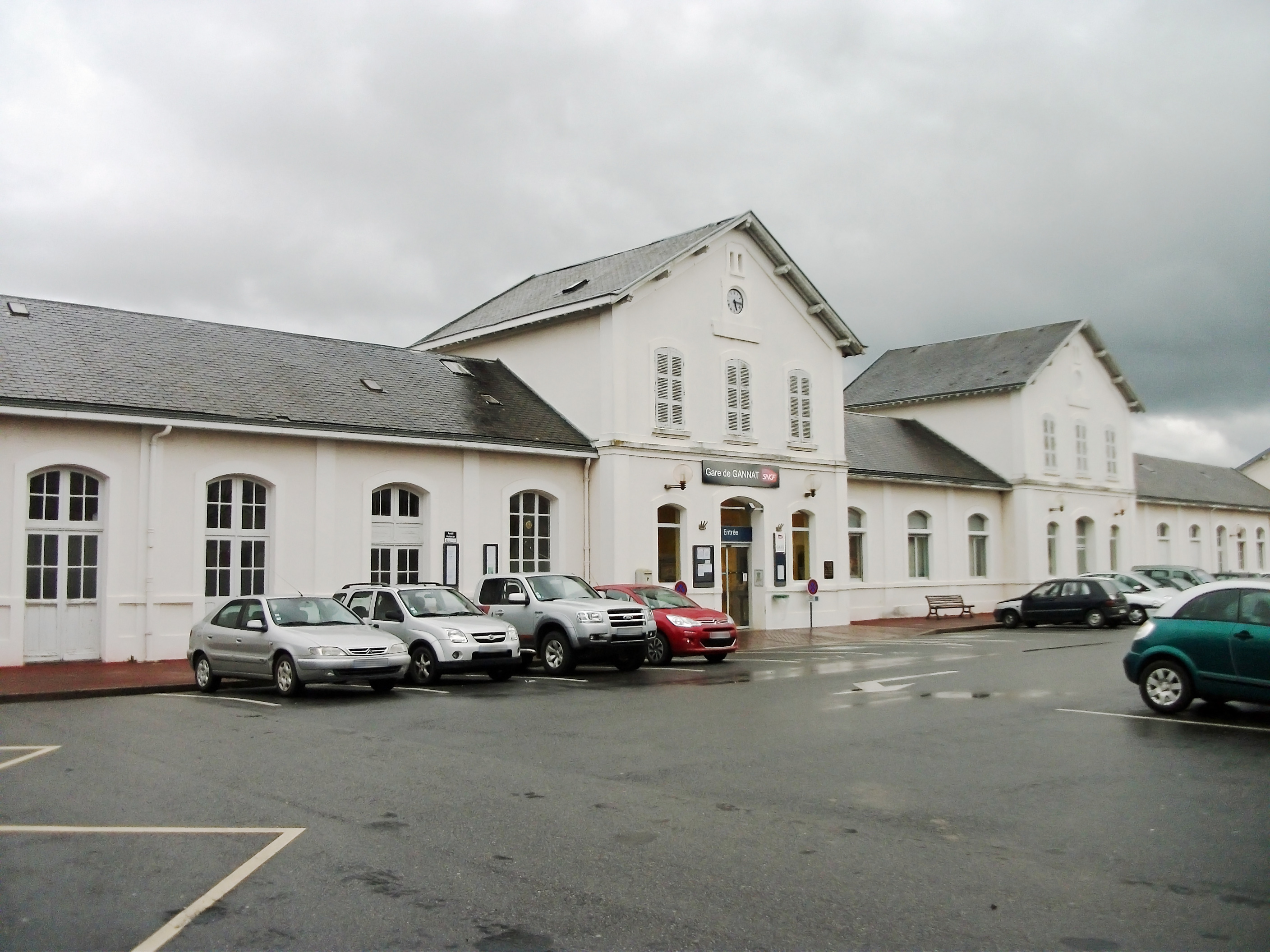

## Eglise Sainte-Croix

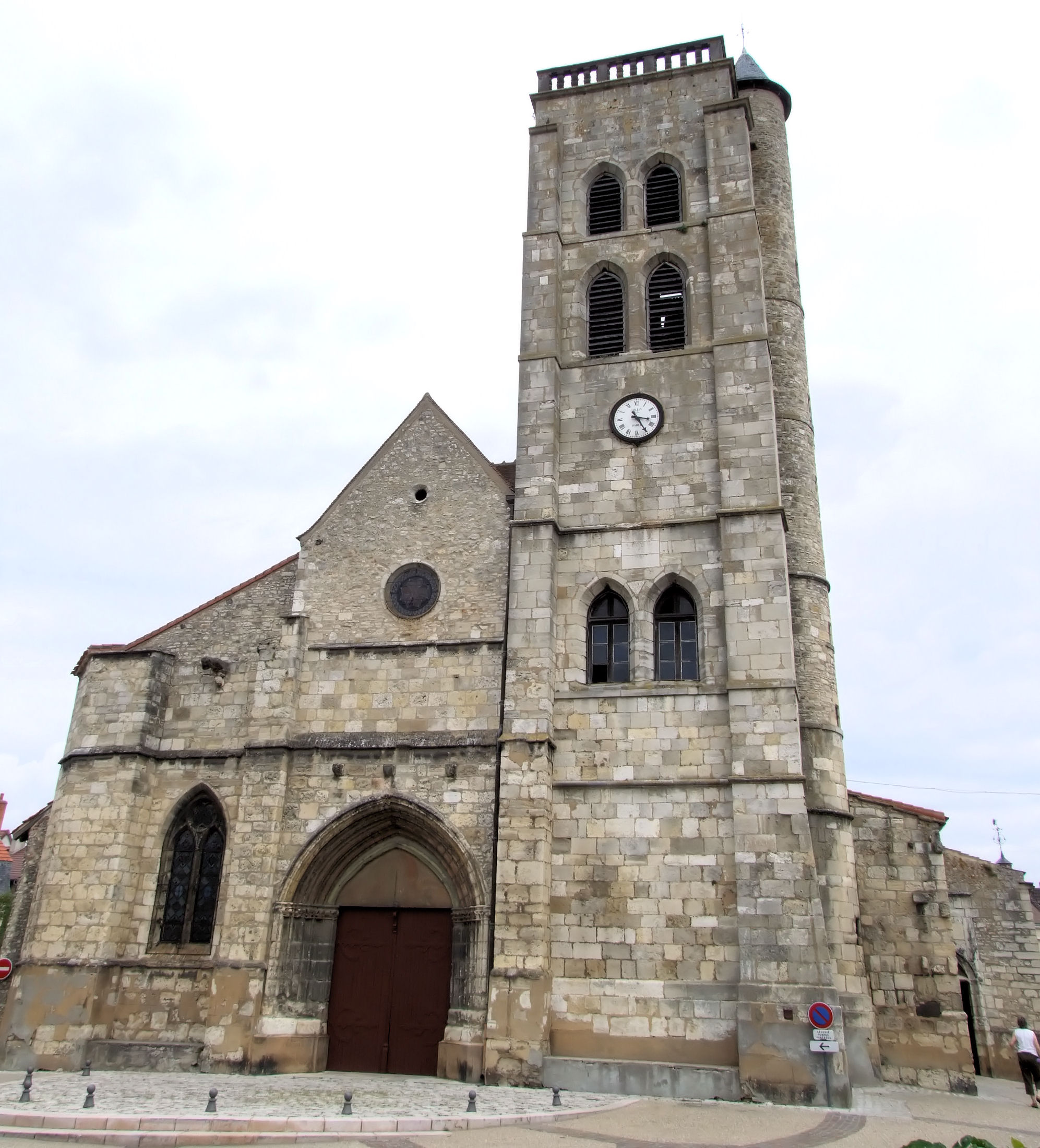
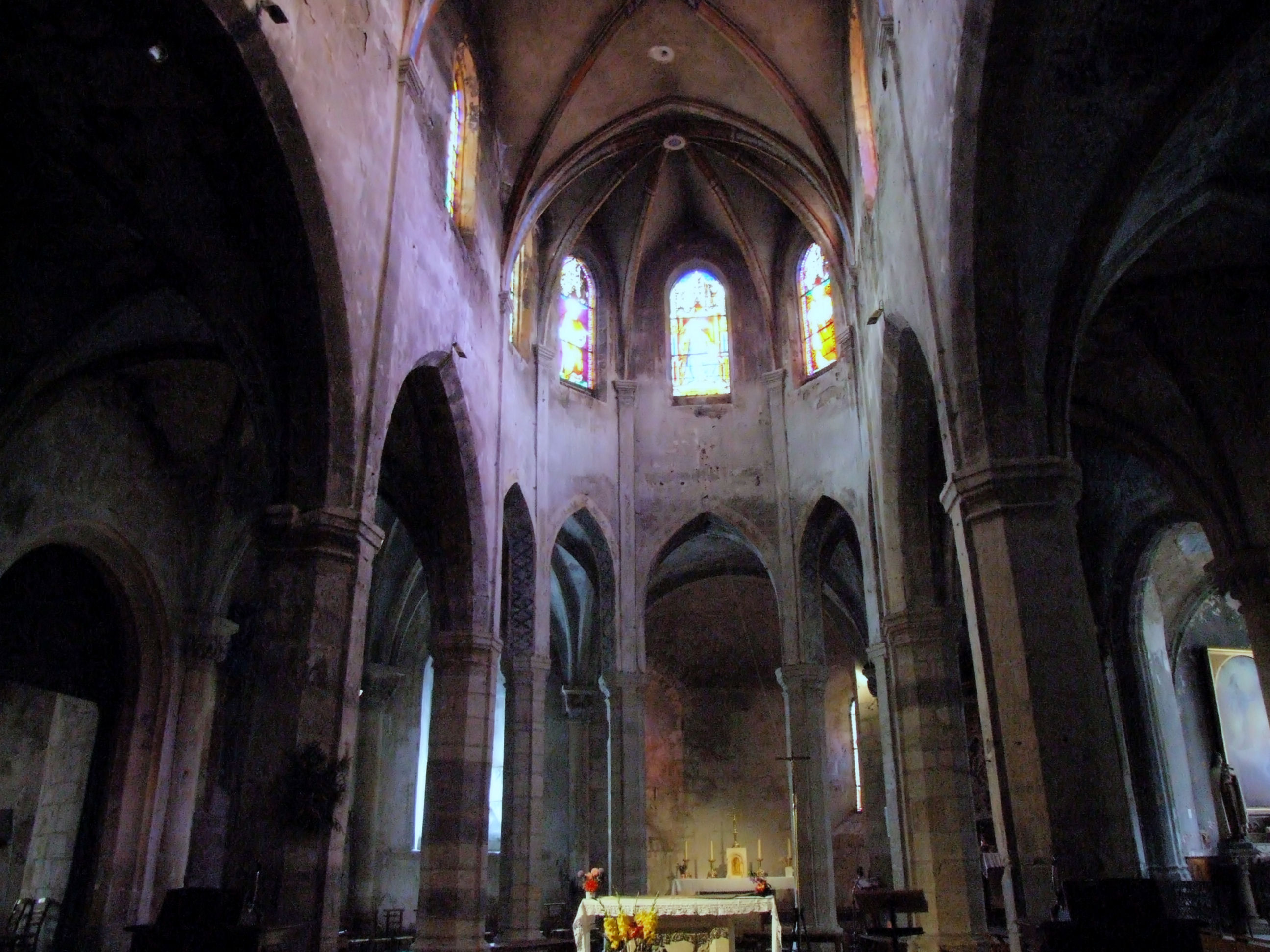
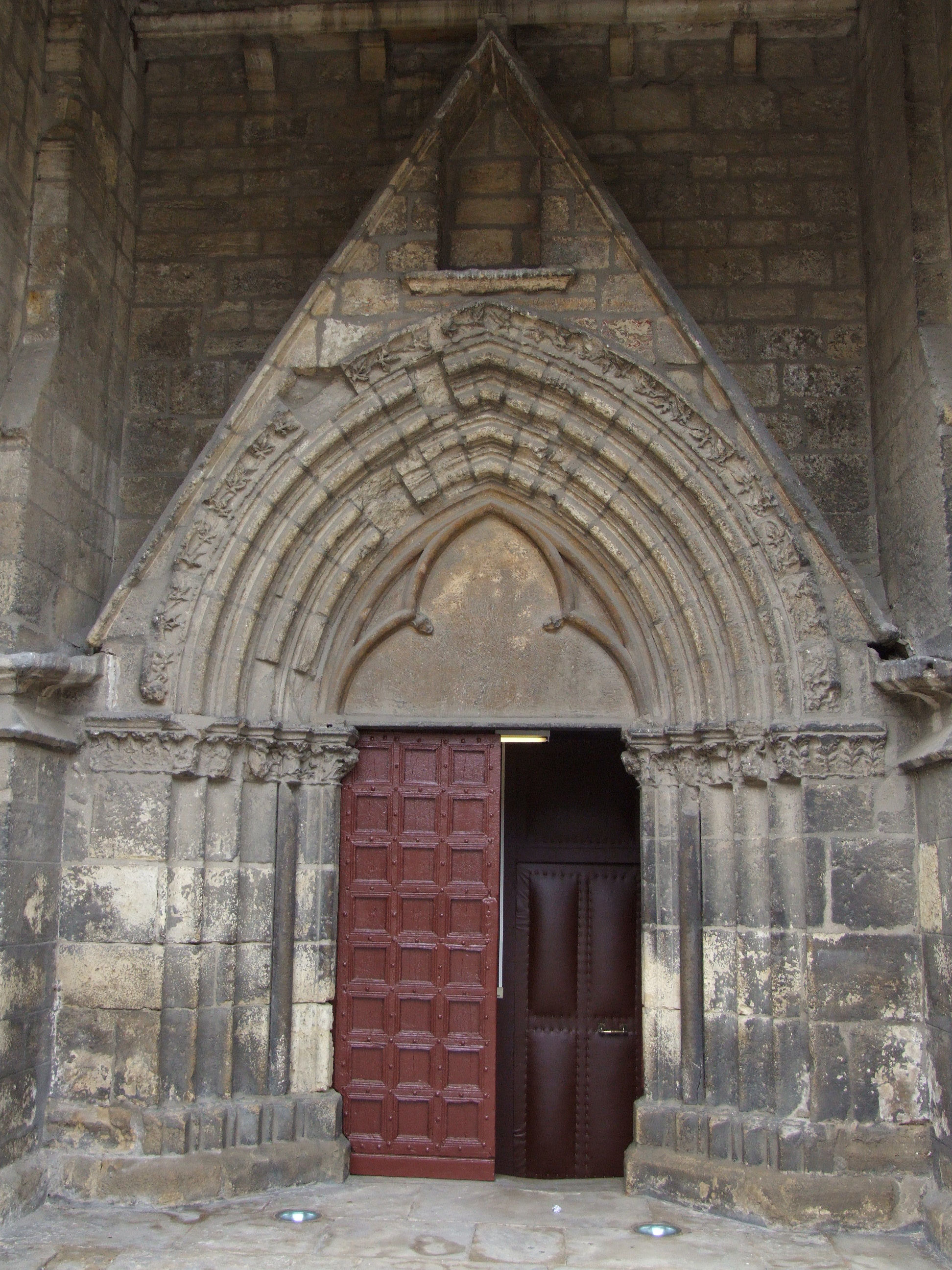
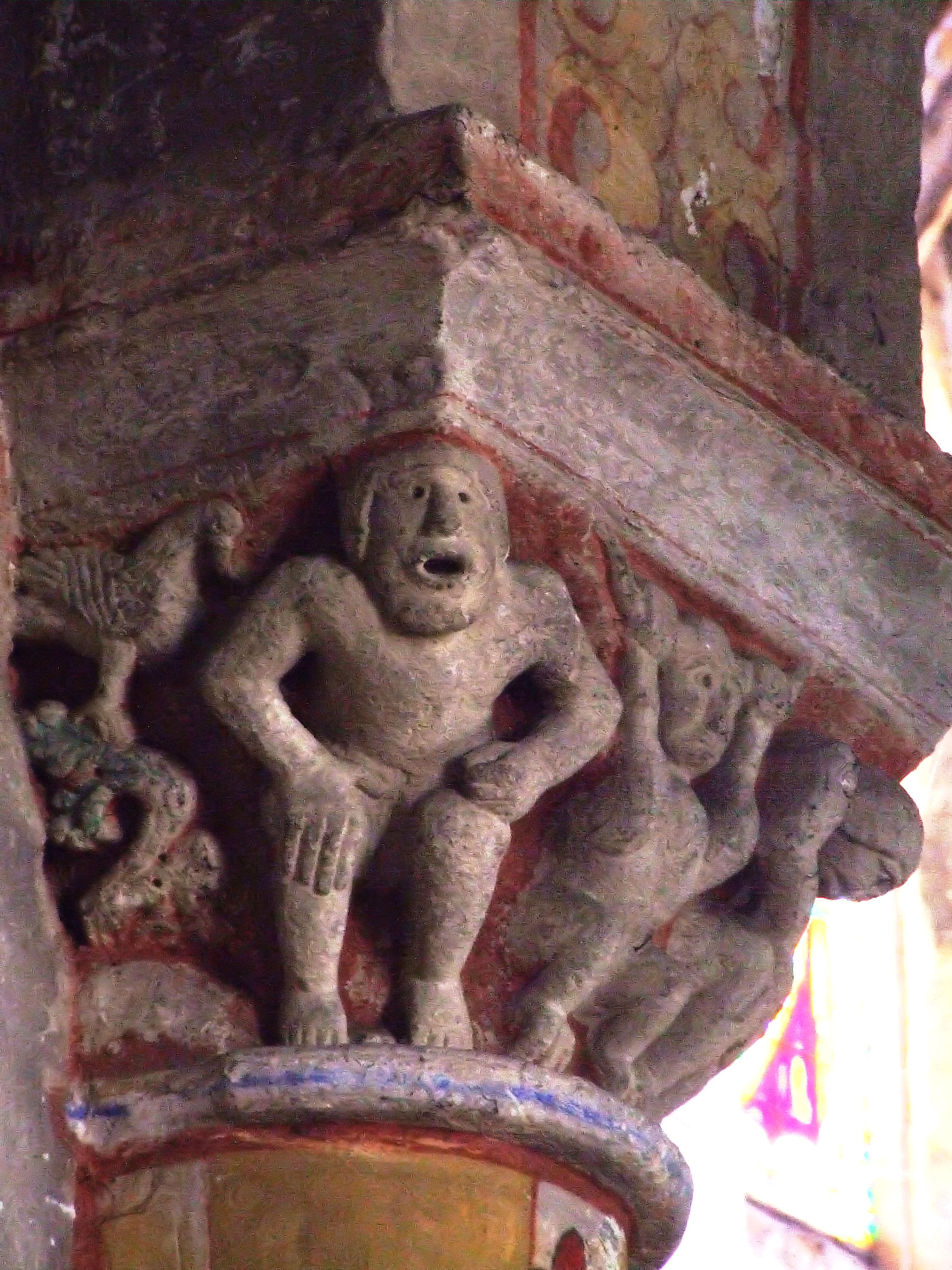
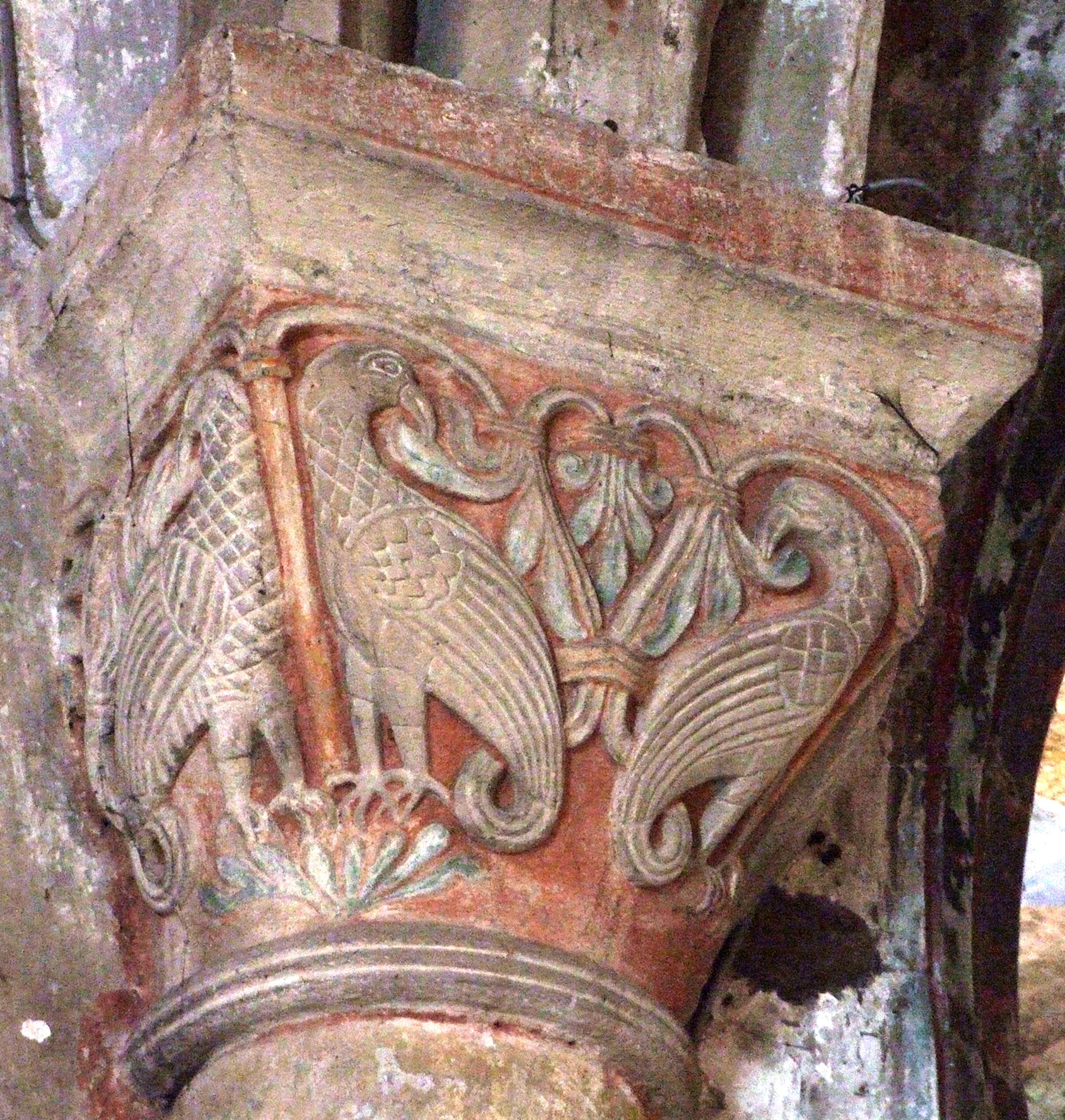
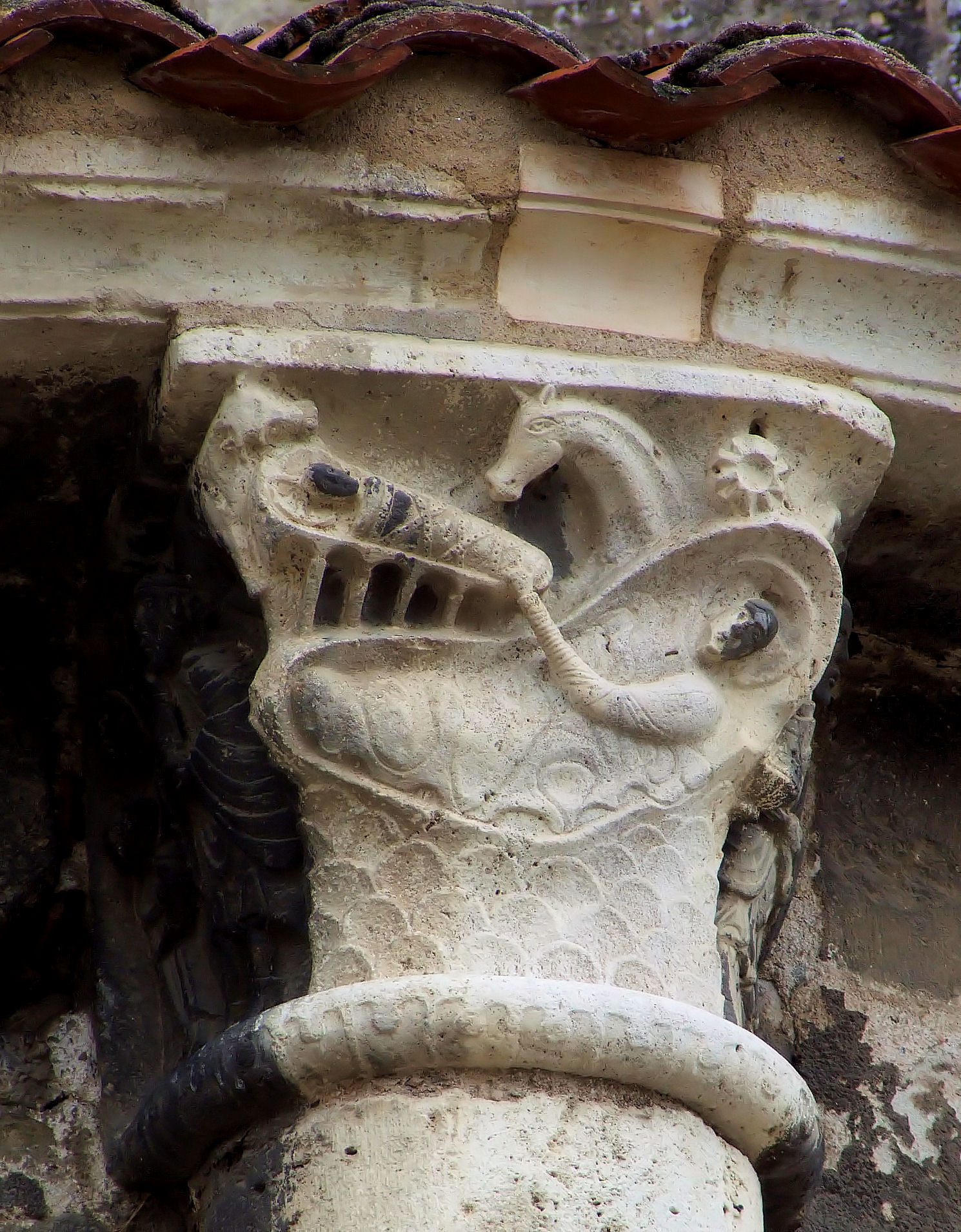
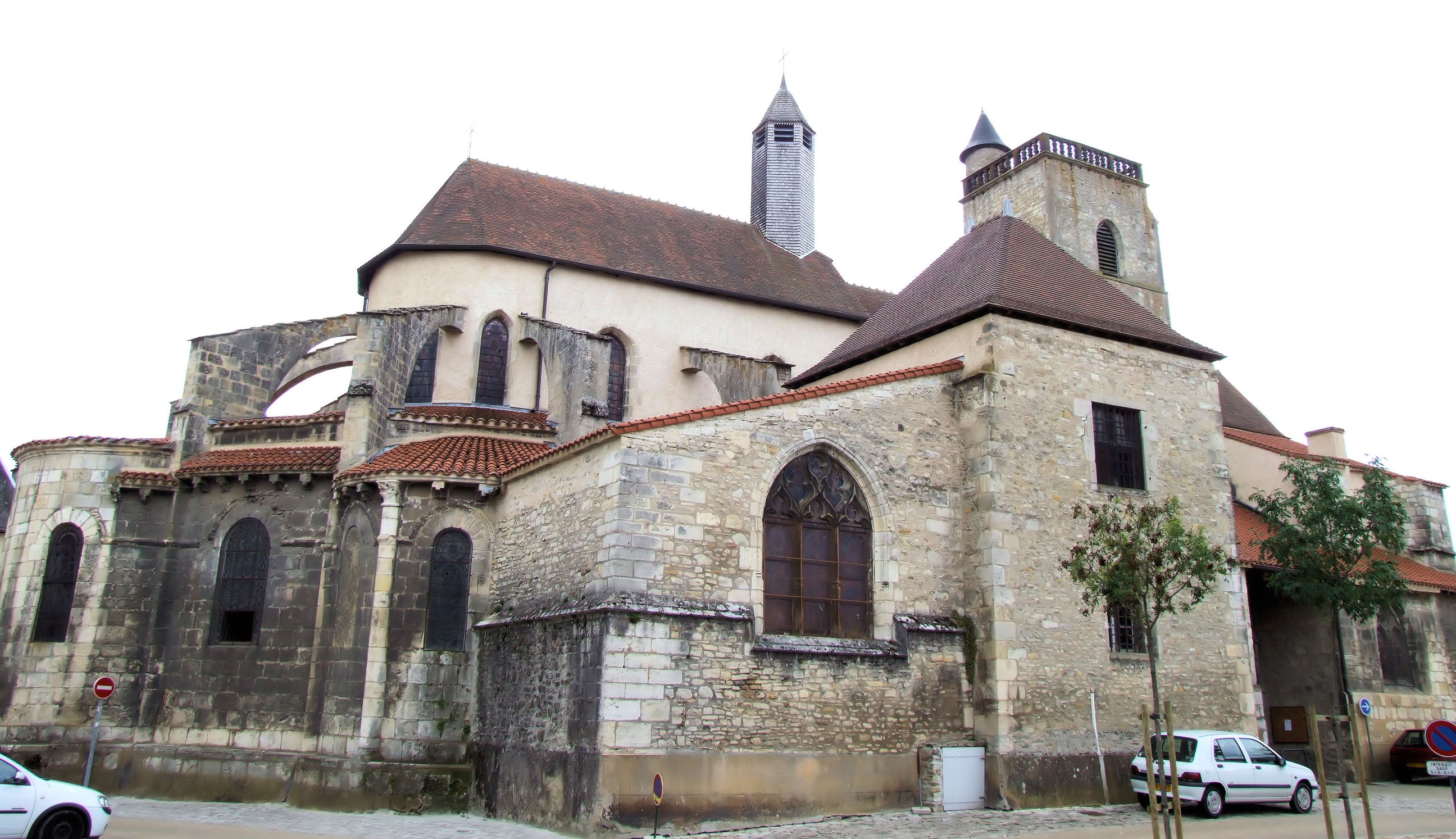
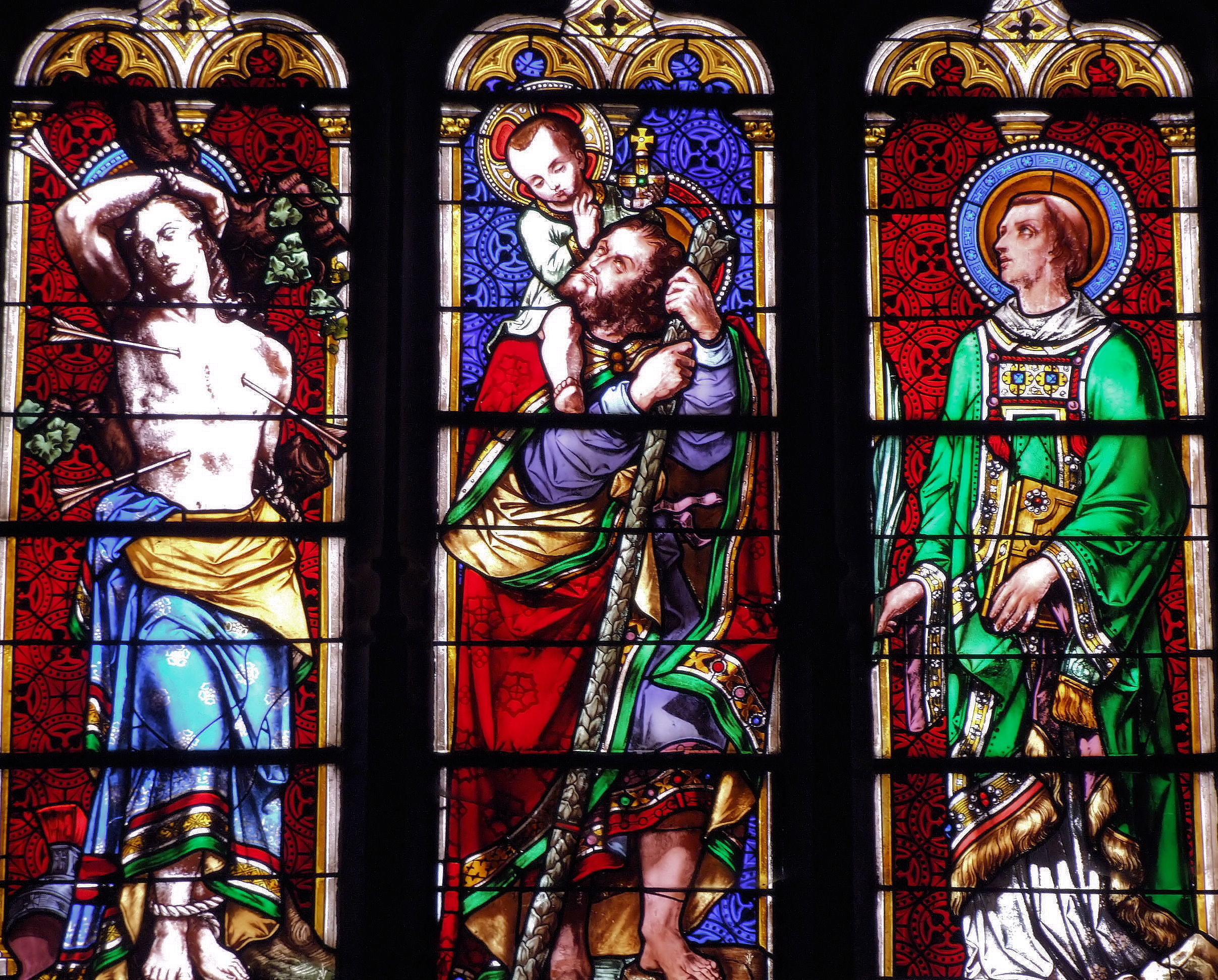
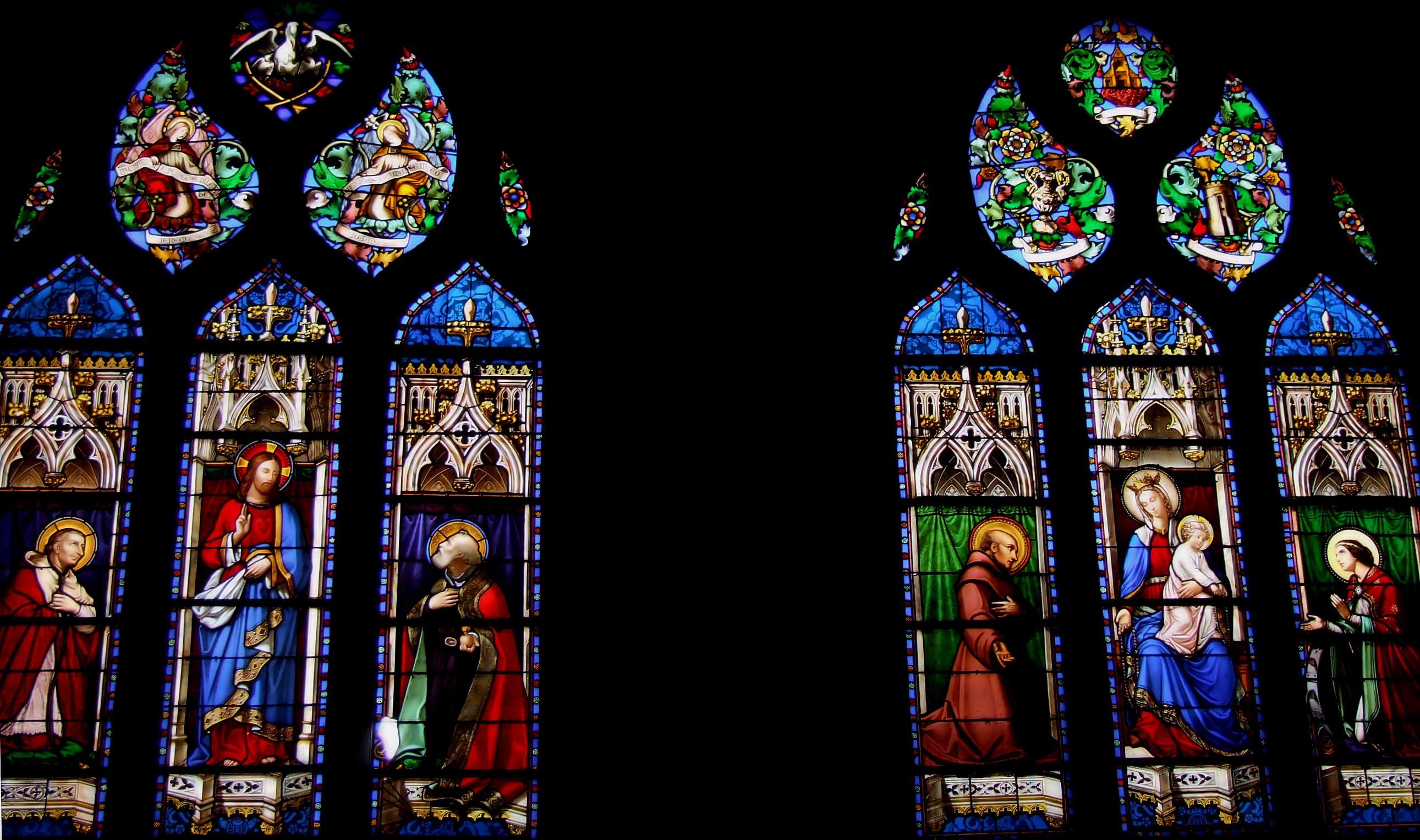